# Христо Гаджев
Христо Георгиев Гаджев е български политик от ГЕРБ. Народен представител от ГЕРБ в XLIII, XLIV, XLV, XLVI, XLVII и XLVIII народно събрание.

## Биография
Христо Гаджев е роден на 28 май 1983 г. в град София, Народна република България. Завършва висше образование в Университета за национално и световно стопанство със специалност „Международни отношения“ и магистърска степен в Софийския университет със специалност „Международни бизнес отношения“. Преминава редица обучения и специализации в България и чужбина.
Работил е като национален експерт и координатор за България по проект CONCEPT към Главна дирекция „Трудова заетост, социални въпроси и равни възможности“ на Европейската комисия.
В периода от 2007 до 2009 г. работи в сферата на връзките с обществеността на ГЕРБ. От август 2009 до февруари 2010 г. е парламентарен секретар в Министерството на културата. В периода от 2010 до 2013 г. е парламентарен секретар на Министерството на отбраната.
На 5 октомври 2014 г. е избран за първи път за депутат в 43-тото НС. Христо Гаджев е народен представител  в XLIII, XLIV, XLV, XLVI, XLVII и XLVIII народно събрание.

## Парламентарна дейност
Христо Гаджев е избран за председател на Комисията по отбрана в 48-ото  и 49-ото НС. 
Като депутат Христо Гаджев е вносител в НС на основните решения, свързани с отбраната, както и с военната помощ, оказвана от България на Украйна през 2022 и 2023 година. 
Само месец след нахлуването на Русия в Украйна, Гаджев и други нардни представители от ГЕРБ внасят проект за решение на НС за предоставяне на военна и техническа помощ на Украйна, което не е разгледано от тогавашното мнозинство в НС.
В 43-тото НС под ръководството на Христо Гаджев Комисията по отбрана връща за преработване на МО Програмата за приоритетни инвестиционни разходи. 
Гаджев, заедно с други депутати от Комисята по отбрана, внася решение, с което се задължава МО да внесе всеобхватна и финансово обоснована програма за инвестиции в отбраната до 2032 година. 
На 5 юли 2023 г Христо Гаджев е сред депутатите внесли решение за ускоряване процеса по обновяване на ведомствените военновременни запаси на Министерство на отбраната. Решението има за цел да подобри отбранителните способности на България и да даде възможност на МО да окаже по-пълна военно-техническа помощ на Украйна. 
Христо Гаджев е и съвноситиел на решение на в 49-ото Народното събрание за допълнително предоставяне на военно-техническа подкрепа за Украйна, с което се дават на Украйна бронирана военна техника, въоръжение и резервни части с отпаднала необходимост от Министерство на вътрешните работи. 